# ناثان ريدموند
ناثان دانييل جيروم ريدموند (بالإنجليزية: Nathan Daniel Jerome Redmond)‏ (ولد 6 مارس 1994 في برمينغهام، إنجلترا)، هو لاعب كرة قدم إنجليزي، يلعب مع نادي بشكتاش في الدوري التركي الممتاز، و سبق أن تم استدعائه إلى تشكيلة المنتخب الإنجليزي.

## مسيرته

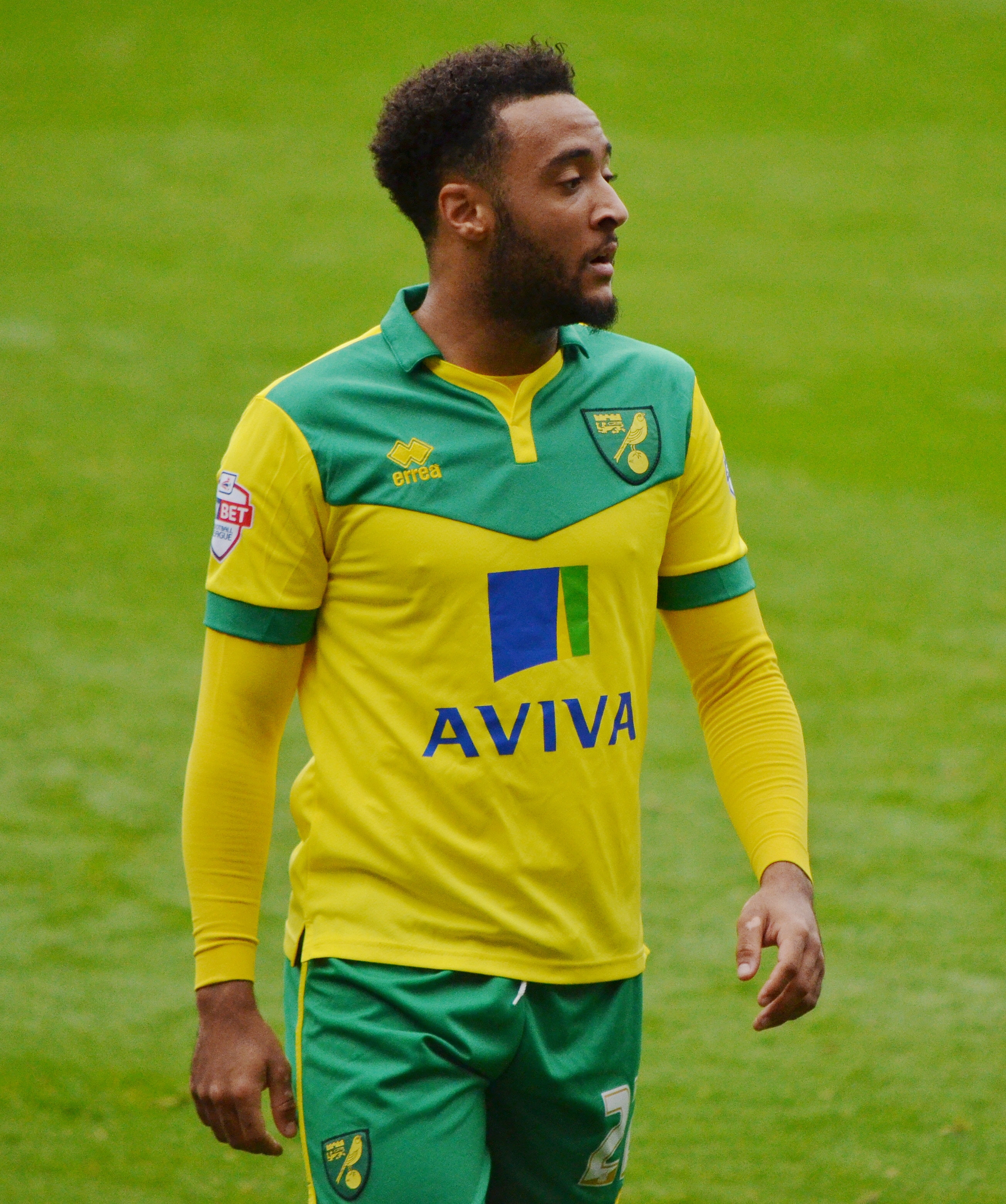
ناثان مع نادي نورويتش سيتي

بدأ ناثان مسيرته الكروية كلاعب ناشئ مع برمنغهام سيتي، النادي المحلي لبلدته. مباراته الأولى مع الفريق كانت في كأس الرابطة في أغسطس 2010، حيث أصبح وقتها ثاني أصغر لاعب ينضم للفريق الأول بعمر 16 سنة و173 يوم. بعد أن مثل المنتخب الإنجليزي في الفئات السنية، شارك في مباراته الأولى مع منتخب إنجلترا تحت 21 في البطولة الأوروبية 2013.
إنضم إلى نادي نورويتش سيتي في نهاية موسم 2013 ، ولعب مع الفريق فوق 100 مباراة مسجلا 11 هدف. وفي 25 يونيو 2016، قام ريدموند بالانتقال إلى نادي ساوثهامبتون في صفقة لم يكشف عن قيمتها.

## روابط خارجية
- ناثان ريدموند على موقع الاتحاد الأوربي (الإنجليزية)
- ناثان ريدموند على موقع قاعدة بيانات كرة القدم.إي يو (الإنجليزية)
- ناثان ريدموند على موقع ليكيب (الفرنسية)
- ناثان ريدموند على موقع ناشيونال فوتبول تيمز (الإنجليزية)
- ناثان ريدموند على موقع Soccerbase.com (لاعب) (الإنجليزية)
- ناثان ريدموند على موقع Soccerway.com (الإنجليزية)
- ناثان ريدموند على موقع عالم كرة القدم.نت (الإنجليزية)
- ناثان ريدموند على موقع AS.com (الإسبانية)